# Sallustio Malatesta
Sallustio Malatesta (1450 – Rimini, 8 agosto 1470) è stato un nobile italiano, figlio di Sigismondo Pandolfo, signore di Rimini e Cesena.

## Biografia
Era figlio naturale di Sigismondo Pandolfo e della sua amante Vannetta Toschi.
Isotta degli Atti indusse Sigismondo a nominarlo erede della sua signoria e pare che la scelta fosse impetrata da papa Paolo II.
Nel 1453, dopo la morte di Polissena Sforza, seconda moglie di Sigismondo Pandolfo Malatesta, Isotta e quest'ultimo si sposarono.
Alla morte di Sigismondo Pandolfo nel 1468 Roberto Malatesta, figlio illegittimo del Signore di Rimini, si oppose alle decisioni del padre e, per rimanere unico signore, nel 1470 fece uccidere Sallustio dai suoi sicari. Stessa sorte toccò all'altro fratellastro Valerio Galeotto, fatto assassinare nel novembre dello stesso anno.

## Ascendenza
|                               |   |                        | Genitori             |  |  | Nonni |  |  | Bisnonni             |  |  | Trisnonni            |  |
|                               |   |                        |                      |  |  |       |  |  | Galeotto I Malatesta |  |  | Pandolfo I Malatesta |  |
|                               |   |                        |                      |  |  |       |  |  | Galeotto I Malatesta |  |  | Pandolfo I Malatesta |  |
|                               |   | Taddea da Rimini       |                      |  |  |       |  |  | Galeotto I Malatesta |  |  |                      |  |
| Pandolfo III Malatesta        |   |                        |                      |  |  |       |  |  | Galeotto I Malatesta |  |  |                      |  |
|                               |   | Gentile da Varano      | Rodolfo II da Varano |  |  |       |  |  |                      |  |  |                      |  |
|                               |   | Gentile da Varano      | Rodolfo II da Varano |  |  |       |  |  |                      |  |  |                      |  |
|                               |   | Gentile da Varano      | …                    |  |  |       |  |  |                      |  |  |                      |  |
| Sigismondo Pandolfo Malatesta |   | Gentile da Varano      |                      |  |  |       |  |  |                      |  |  |                      |  |
|                               |   | Giacomino di Barignano | …                    |  |  |       |  |  |                      |  |  |                      |  |
|                               |   | Giacomino di Barignano | …                    |  |  |       |  |  |                      |  |  |                      |  |
|                               |   | Giacomino di Barignano | …                    |  |  |       |  |  |                      |  |  |                      |  |
| Antonia da Barignano          |   | Giacomino di Barignano |                      |  |  |       |  |  |                      |  |  |                      |  |
|                               |   | …                      | …                    |  |  |       |  |  |                      |  |  |                      |  |
|                               |   | …                      | …                    |  |  |       |  |  |                      |  |  |                      |  |
|                               |   | …                      | …                    |  |  |       |  |  |                      |  |  |                      |  |
| Sallustio Malatesta           |   | …                      |                      |  |  |       |  |  |                      |  |  |                      |  |
|                               | … | …                      |                      |  |  |       |  |  |                      |  |  |                      |  |
|                               | … | …                      |                      |  |  |       |  |  |                      |  |  |                      |  |
|                               | … | …                      |                      |  |  |       |  |  |                      |  |  |                      |  |
| Galeotto Toschi               | … |                        |                      |  |  |       |  |  |                      |  |  |                      |  |
|                               |   | …                      | …                    |  |  |       |  |  |                      |  |  |                      |  |
|                               |   | …                      | …                    |  |  |       |  |  |                      |  |  |                      |  |
|                               |   | …                      | …                    |  |  |       |  |  |                      |  |  |                      |  |
| Vannetta Toschi               |   | …                      |                      |  |  |       |  |  |                      |  |  |                      |  |
|                               |   | …                      | …                    |  |  |       |  |  |                      |  |  |                      |  |
|                               |   | …                      | …                    |  |  |       |  |  |                      |  |  |                      |  |
|                               |   | …                      | …                    |  |  |       |  |  |                      |  |  |                      |  |
| …                             |   | …                      |                      |  |  |       |  |  |                      |  |  |                      |  |
|                               |   | …                      | …                    |  |  |       |  |  |                      |  |  |                      |  |
|                               |   | …                      | …                    |  |  |       |  |  |                      |  |  |                      |  |
|                               |   | …                      | …                    |  |  |       |  |  |                      |  |  |                      |  |
|                               |   | …                      |                      |  |  |       |  |  |                      |  |  |                      |  |